# Jan Körnert
Jan Körnert (* 1964 in Leipzig) ist ein deutscher Wirtschaftswissenschaftler.

## Leben
Er studierte Betriebs- und Volkswirtschaftslehre an der Universität Göttingen und der University of Kent at Canterbury (University Diploma (1990), Diplom-Kaufmann (1993)). Er war bei Banken in Kassel, Frankfurt am Main, Wien, New York und Hong Kong tätig. Er war wissenschaftlicher Mitarbeiter am Institut für Betriebswirtschaftliche Geldwirtschaft der Universität Göttingen bei Wolfgang Benner. Er war wissenschaftlicher Mitarbeiter und Assistent an der Fakultät für Wirtschaftswissenschaften der TU Freiberg bei Karl Lohmann. Nach der Promotion zum Dr. rer. pol. (1998) und Habilitation zum Dr. rer. pol. habil. (2003) ist er seit 2003 Inhaber des Stiftungslehrstuhls für „Allgemeine Betriebswirtschaftslehre und Internat. Finanzmanagement / Kapitalmärkte“ an der Rechts- und Staatswissenschaftlichen Fakultät der Universität Greifswald. 